# Herbert Girardet
Herbert Girardet (* 25. Mai 1943 in Essen) ist ein deutscher Publizist und Umweltaktivist mit Wohnsitz in Wales. Der Schwerpunkt seiner Arbeit ist insbesondere die nachhaltige Entwicklung urbaner Gebiete.

## Leben
Nach seiner Schulzeit im Internat Birklehof in Hinterzarten im Schwarzwald  ging Girardet zum Studium nach Tübingen und Berlin und schließlich 1964 nach London. Es folgte ein Abschluss Anthropologie an der London School of Economics. In London kam er in Kontakt mit Hakim Jamal und ging mit ihm nach Guyana.
In der Folge drehte Girardet Dokumentarfilme zu ökologischen Themen für das Fernsehen und begann mit dem Schreiben von Büchern. Zu seinen wichtigsten Werken zählt das Buch Fern von Garten Eden, das in Zusammenarbeit mit dem Umweltaktivisten John Seymour entstand und 1986 veröffentlicht wurde.
2005 begann Girardet in London zusammen mit dem Begründer des Right Livelihood Award Jakob von Uexküll die Vorbereitungen für den World Future Council (WFC), eine gemeinnützige Stiftung. Der WFC verfolgt den Zweck, die Arbeit von Parlamentariern, Wissenschaftlern und Nichtregierungsorganisationen zu vernetzen und Lösungsansätze für eine nachhaltigere Welt zu erarbeiten. Seit der offiziellen Gründung im Mai 2007 in Hamburg ist Girardet dort Programmdirektor.
Daneben ist Herbert Girardet Vorsitzender der E. F. Schumacher Society, Ehrenmitglied des Royal Institute of British Architects, Gastprofessor an den Universitäten Northumbria und West of England, Mitglied im Board der Leopold Kohr Akademie und im Club of Rome, sowie Schirmherr der Soil Association.
Er ist verheiratet und hat zwei Söhne. Sein Vater war der Verleger Herbert Girardet.

## Veröffentlichungen
- Fern vom Garten Eden – Die Geschichte des Bodens. Kultivierung Zerstörung Rettung (mit John Seymour). Krüger Verlag, 1985, ISBN 3-8105-1810-7
- Gebrauchsanweisung für eine gesunde Welt (mit John Seymour). Heyne, 1987, ISBN 3-453-00546-5
- Blueprint for a Green Planet (mit John Seymour). Dorling Kindersley, 1989, ISBN 978-0-86318-364-5
- The Gaia Atlas Of Cities. Gaia, 1992, ISBN 978-0-385-41915-4
- Earthrise. Paladin, 1992, ISBN 0-586-09252-8
- Das Zeitalter der Städte. Deukalion, 1996, ISBN 3-930720-19-1
- Cities, People, Planet. John Wiley & Sons, 2004, ISBN 978-0-470-85284-2
- Die Zukunft gestalten (mit Jakob von Uexküll). Kamphausen, 2005, ISBN 3-89901-046-9
- Zukunft ist möglich. Wege aus dem Klima-Chaos. Europäische Verlagsanstalt, 2007, ISBN 3-434-50606-3
- Energien freisetzen (mit Miguel Mendonca). Rotpunkt Verlag, 2010, ISBN 3-85869-430-4
- Dschungel Apotheke (engl. Jungle Pharmacy). Dokumentarfilm, 1988[7]